# Hendrik Otto van Thol

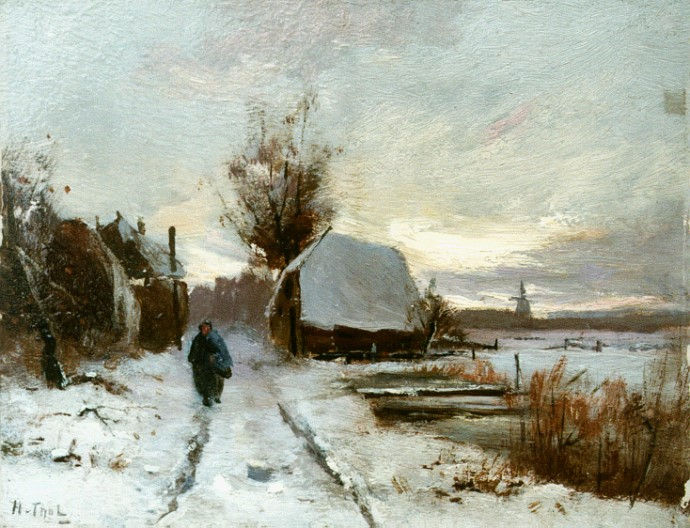
Winterlandschaft H.O. van Thol (ca. 1900)

Hendrik Otto van Thol (* 28. Dezember 1859 in Den Haag, Niederlande; † 11. Juli 1902 ebenda) war ein niederländischer Maler und Zeichner.

## Leben und Arbeiten
Van Thol war ein Sohn von Hendrik Adrianus van Thol (1834–1920), der einen Spirituosenladen führte, und Catharina Hendrika van Soldt (1834–1921).
Van Thol wurde an der Koninklijke Academie van Beeldende Kunsten in Den Haag ausgebildet. Er malte Stillleben, Stadtlandschaften, Tierszenen und war vor allem für seine Winterlandschaften bekannt. Van Thol und die Malerin Aletta Ruijsch (1860–1930) erhielten 1892 von der Königin einen Förderpreis. Er unterstützte Louis Apol bei seinem Panorama von Nowaja Semlja, das zwischen 1896 und 1901 in Amsterdam gezeigt wurde. Van Thol heiratete Ruijsch 1899. Im Sommer blieb er regelmäßig in der Veluwe und zog mit seiner Frau nach Nunspeet. Jeden Donnerstag ging er nach Den Haag, um zu unterrichten. Bekannte Schüler waren Pieter ten Cate, Henriëtte Dingemans-Numans und Willem Justus Ising.
Van Thol starb in Den Haag an den Folgen eines Fahrradunfalls und wurde auf dem Friedhof Oud Eik en Duinen bestattet. Er war Mitglied des Pulchri Studios. Ende 1902 zeigte der Verein eine Ausstellung mit Werken von ihm und dem ebenfalls in jenem Jahr verstorbenen Maler Taco Mesdag.